# ژوزه بئار
ژوزه بئار (فرانسوی: José Beyaert‎; ۱ اکتبر ۱۹۲۵ – ۱۱ ژوئن ۲۰۰۵) دوچرخه‌سوار اهل فرانسه بود.
وی در مسابقات کشوری و بین‌المللی در مجموع برندهٔ ۱ مدال طلا، ۱ مدال برنز شده‌است.